# Divina
Divina (maďarsky Nagydivény, do roku 1907 Nagydivina) je obec v okrese Žilina na Slovensku. V roce 2011 zde žilo 2 404 obyvatel. První písemná zmínka o obci pochází z roku 1325.

## Poloha
Divina leží přibližně 6 km severně od okresního města Žilina, v údolí, kterým protéká stejnojmenný potok Divina. Její umístění v údolí zapříčinilo, že se během svého vývoje rozrostla do dnešních téměř 6 km délky.

## Dějiny
Území obce Divina a jejího okolí bylo osidlováno již odedávna. Kromě několika nálezů z doby bronzové a římské se na lokalitě Hradisko našlo nejstarší a největší slovanské osídlení na severním Slovensku z předvelkomoravského období. Při archeologickém výzkumu se zde našli i keltské mince, ostruhy a kusy nádob.
Poprvé, i když jen nepřímo s ostatními obcemi a oblastmi, se Divina objevuje v listině nitranského biskupa Adama II. z roku 1244, kdy popisuje hranice území Kysuc, které daroval král Béla IV. knížeti Bohumírovi, za jeho činy během tatarského vpádu do Uher. Divina se zde vzpomíná jako obec blízko místa, kde se vlévá do Váhu Kysuca.
Pojmenování Divina se zcela poprvé objevuje v roce 1325 při popisu katastru.
24. července 1837 dopadl do území farnosti Divina (původně Velká Divina) meteorit. Jeho největší část je dnes uložena v budapešťském muzeu. V roce 2014 byl v Divine odhalený Památník divinského meteoritu, v kterém je vsazena 3D kopie původního tělesa, které dopadlo do území farnosti. Autorem památníku je Marek Sobola, zahradní architekt.

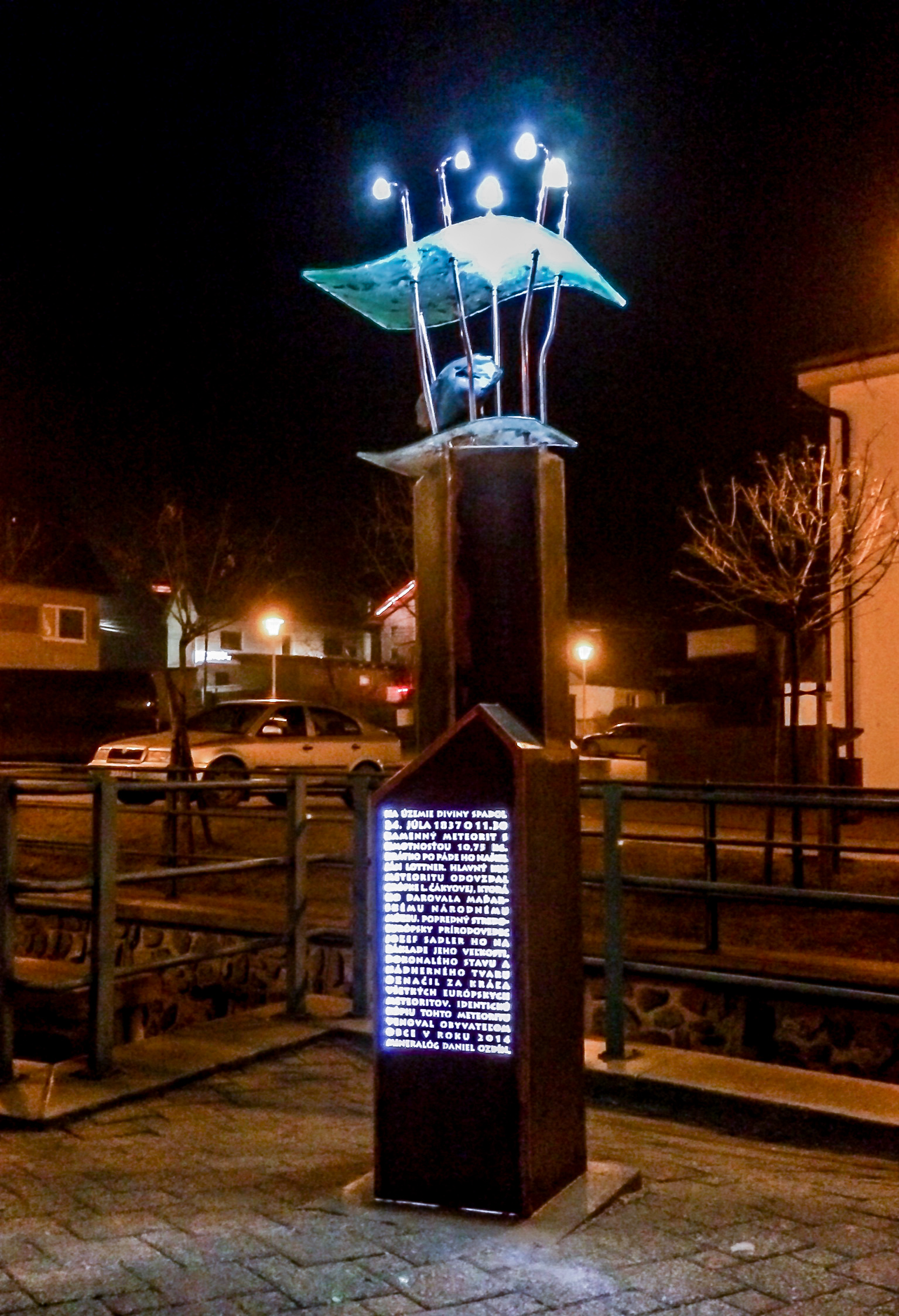
Památník divinského meteoritu s věrnou kopií nebeského tělesa od architekta Marka Sobolu